# احمدآباد ملک
احمدآباد ملک، روستایی است از توابع بخش مرکزی و در شهرستان جوین استان خراسان رضوی ایران.

## جمعیت
این روستا در دهستان مرکزی قرار داشته و بر اساس سرشماری سال ۱۳۸۵ جمعیت آن ۷۰۸ نفر (۱۷۳ خانوار)
بوده است.